# Höfn
Höfn é uma cidade e município da Islândia, localizada na Região Leste (Austurland), situada precisamente na parte sudeste da ilha. Sua população em 2024 era de 1 764 habitantes. É a sede da comuna de Hornafjörður.

Pela sua localização geográfica, esta pequena localidade piscatória é um ponto central para o acesso dos turistas ao Parque Nacional Vatnajökull, graças ao aeroporto de Hornafjörður.

## Transportes
Höfn é servida pela estrada de circunvalação Hringvegur (islandês: Þjóðvegur 1) que circunda toda a ilha, sempre próximo ao litoral e ligando todas as principais cidades do país. 

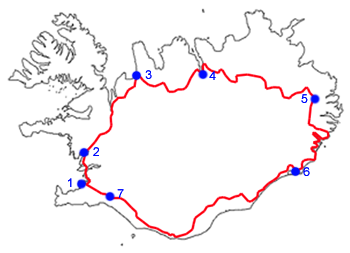
A estrada Hringvegur: 6 – Höfn.

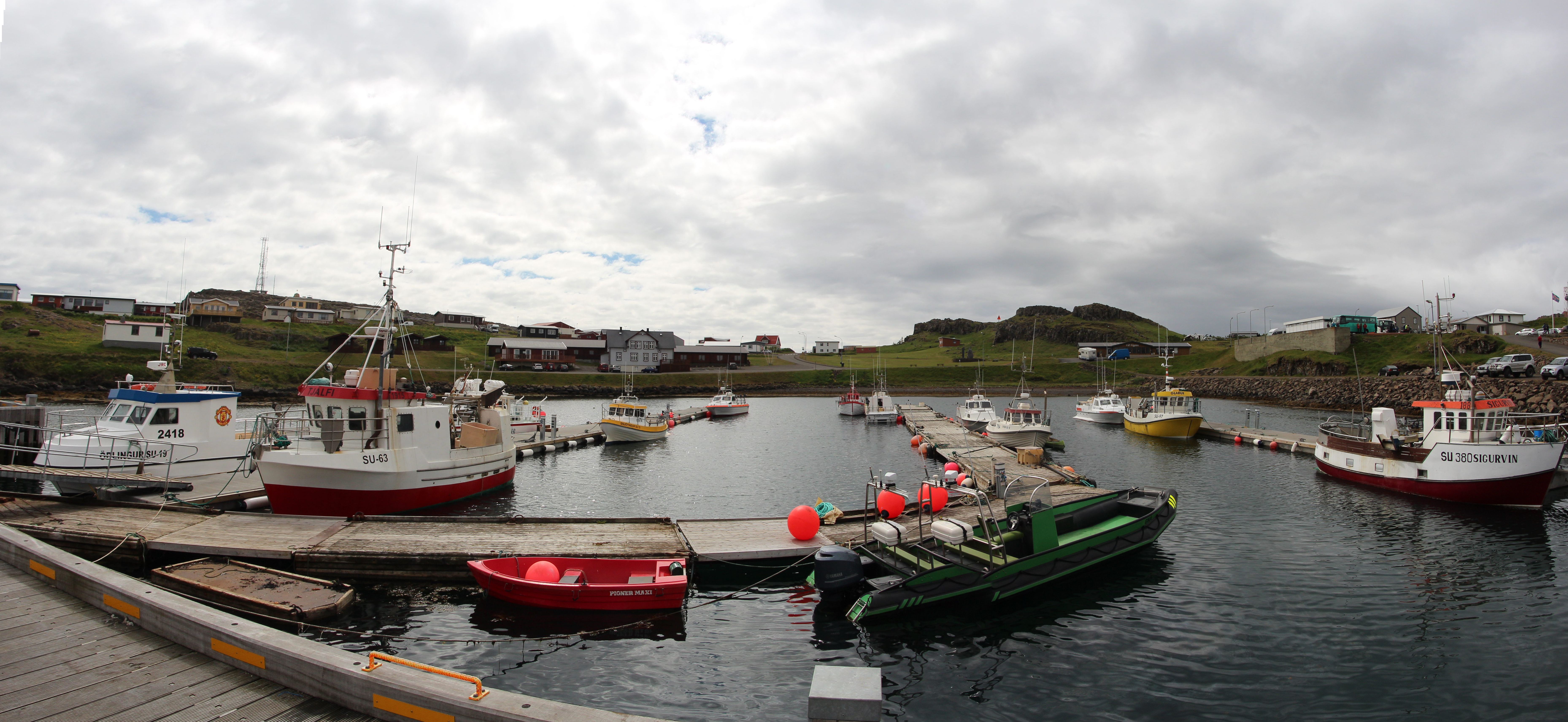
Porto de Höfn
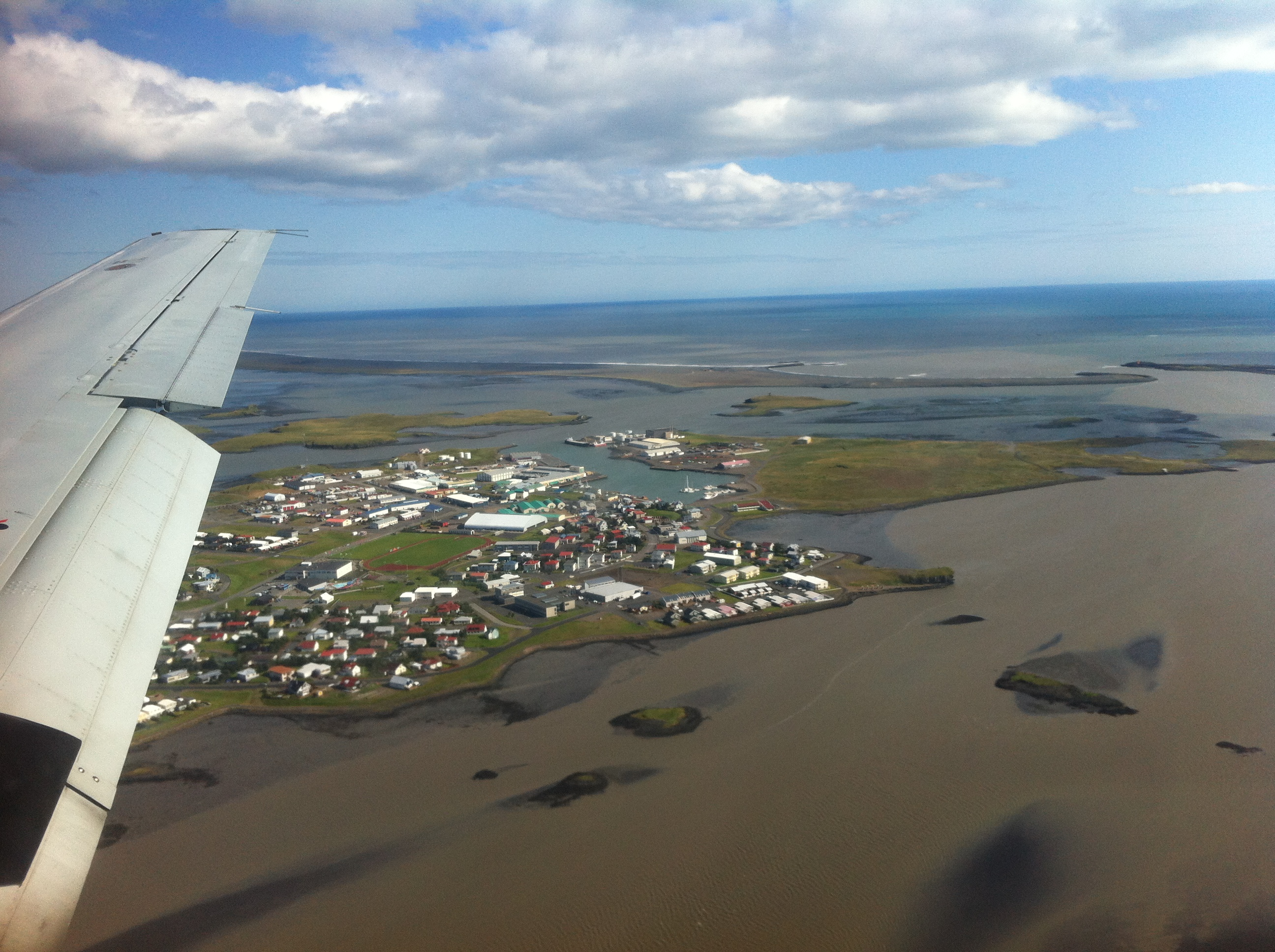
Vista aérea da cidade